# Moritz Ulrich I.

Wappen der Reichsgrafen von Putbus 1723 (nach Siebmacher 1857)

Moritz Ulrich I. (* 3. Oktober 1699 auf Kjørup; † 25. Juli 1769 in Wismar) war Graf und Herr zu Putbus, Freiherr zu Einsidelsborg, Kjørup und Boldevitz. Er amtierte als Präsident des Wismarer Tribunals.

## Leben
Seine Eltern waren der 1727 in den Reichsgrafenstand erhobene Malte I. zu Putbus (1671–1750) und Magdalene Juliane Gräfin von Promnitz (1666–1728). Nach dem Aussterben der pommerschen Linie der Herren von Putbus hatte der aus der dänischen Linie Podebusk stammende Vater die rügenschen Besitzungen geerbt.
Moritz Ulrich nahm seinen dauernden Sitz in Putbus, vergrößerte die Anlage und das seit Jahrhunderten bestehende Schloss:
1723 übernahm er die Verwaltung des Familienbesitzes. Ab 1725 ließ er den Schlosspark Putbus im barocken Stil anlegen und 1726 auf dem Tempelberg (seinerzeit Fürstenberg genannt) in der Granitz vor dem Granitzhaus ein Jagdhaus errichten (Abriss 1852). 1730 ergänzte er es durch einen dreigeschossigen Aussichtsturm, Belvedere genannt und wegen einer hölzernen Skulptur auch als Tempel bezeichnet (Abbruch 1810). 1755 trat er seinem ältesten Sohn Malte Friedrich die verschuldete Herrschaft Putbus ab. 1744 erwarb er Boldevitz, das er aber 1762 wieder verkaufte.
Moritz Ulrich war ab 1725 Landrat in Schwedisch-Pommern und wurde vom schwedischen König 1728 zum Erblandmarschall von Pommern und Rügen ernannt. Am 14. Juni 1731 wurde er in den schwedischen Grafenstand erhoben. Von 1733 bis 1763 amtete er als Präsident des Wismarer Tribunals.
Im Jahr 1728 wurde er als Ritter des Johanniterordens erwähnt. Außerdem war er Ritter des Seraphinenordens.

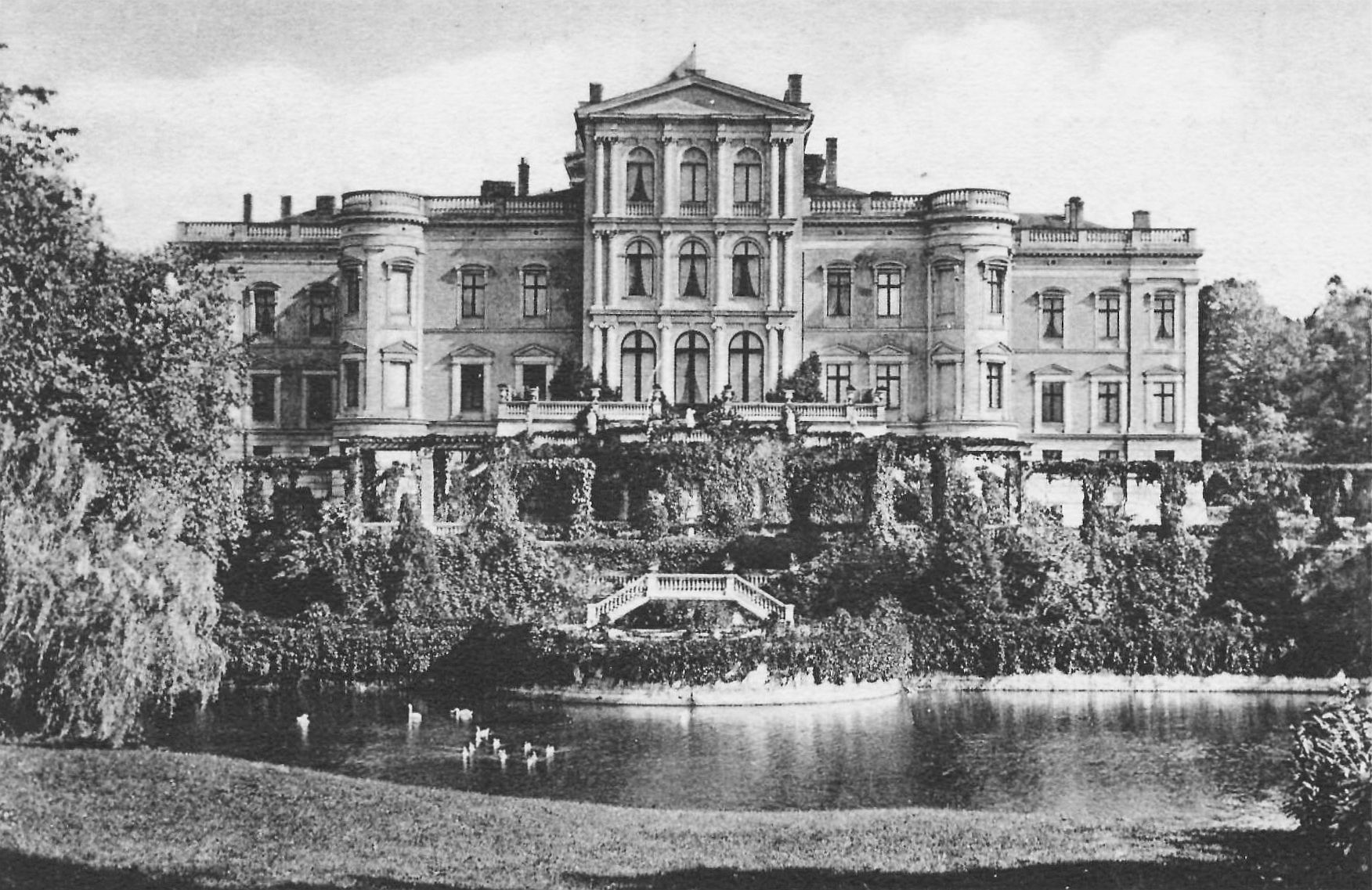
Schloss Putbus, Rügen (Bauzustand von 1875)
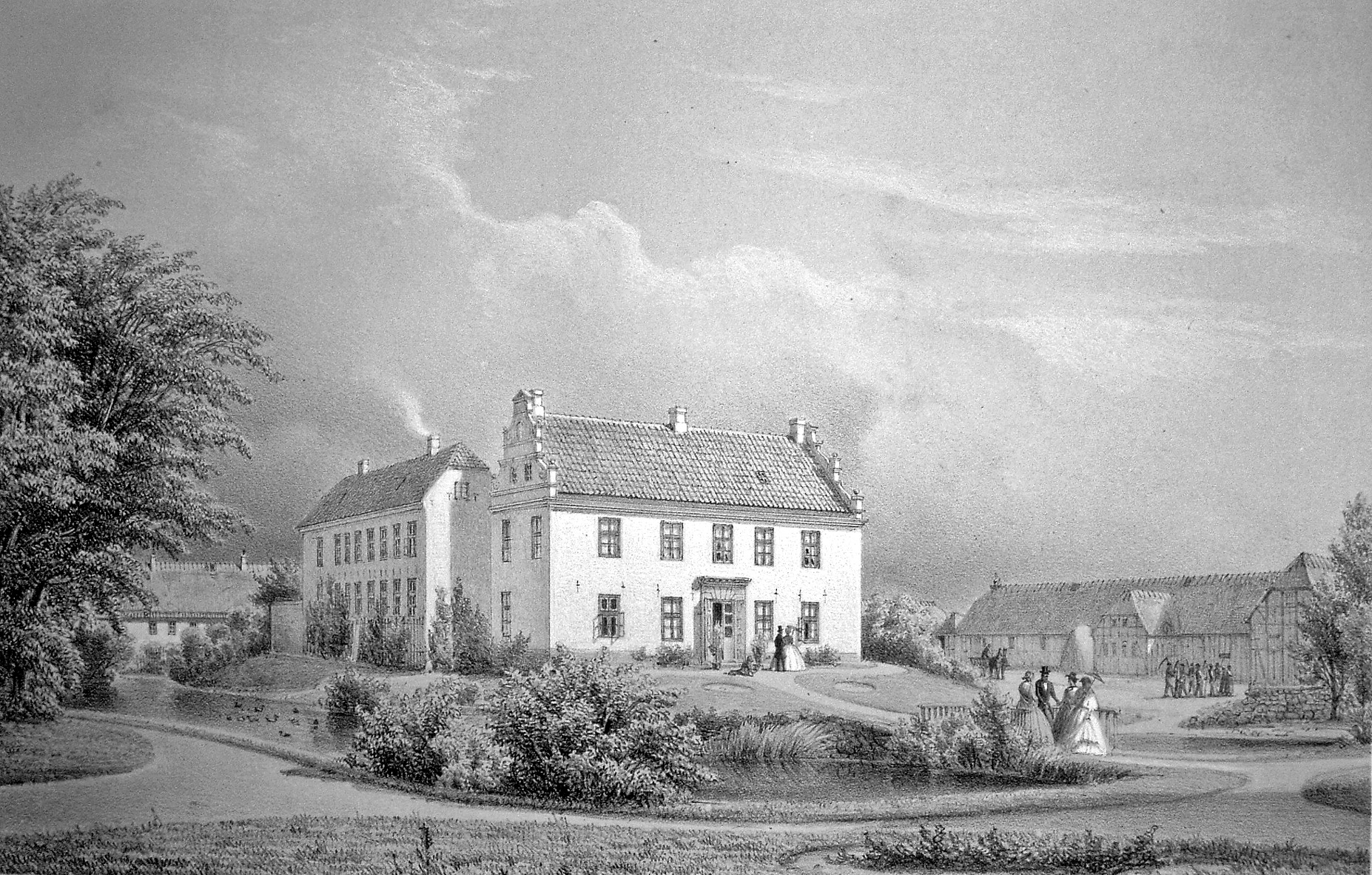
Gut Kørup, Fünen (1861)
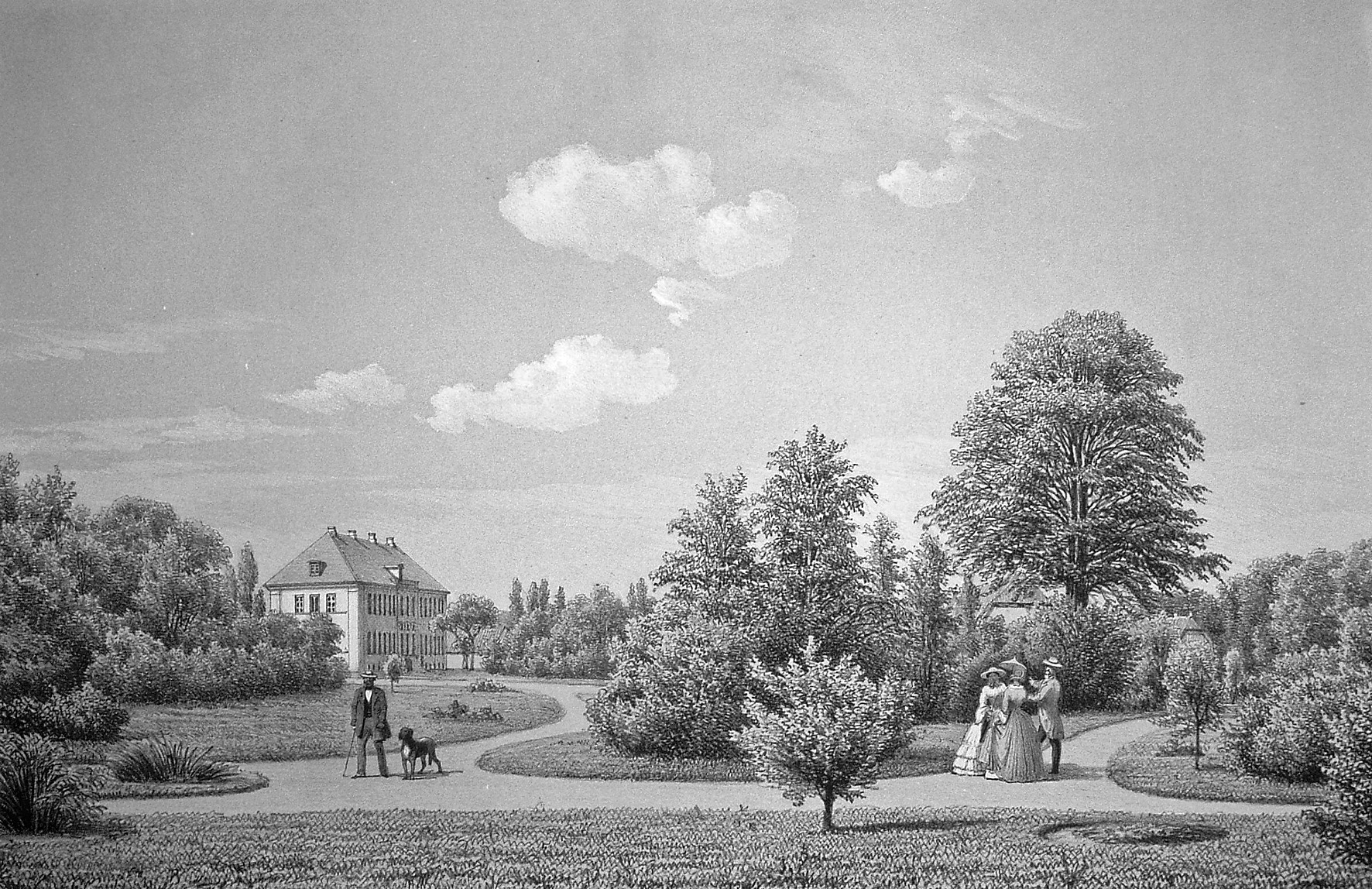
Gut Einsidelsborg, Fünen (1861)

## Ehe und Kinder
Er heiratete 1724 Christiane Wilhelmine (* 13. August 1704 in Lübbenau; † 7. Dezember 1752 in Stralsund), Reichsgräfin von Lynar, Tochter von Friedrich Casimir zu Lynar. Zu ihren Kindern gehörten:
- Malte Friedrich (1725–1787); Präsident der Regierung Schwedisch-Pommerns, veräußerte 1780 zur Entschuldung die dänischen Güter; ⚭  1782 Sophie Wilhelmine von der Schulenburg
  - Wilhelm Malte I.
- Anselm Carl (1727–1795), schwedischer Offizier
- Juliana Wilhelmina (1728–1780)
- Moritz Ulrich (1729–1776), Oberkammerherr und Geheimrat
- Friedrich Ulrich (1732–1764), schwedischer Offizier
- Carl Wilhelm Maximilian (1736–1738)
- Gottlieb Ludwig Ferdinand (1737–1804), schwedischer General
- Christian Wilhelm (1739–1771), schwedischer Offizier
- Ernst August Heinrich (1743–1780), schwedischer Kammerherr, Erblandmarschall